# Čukarica
Čukarica (in serbo Чукарица?) è una delle 17 municipalità che costituiscono la città di Belgrado, la seconda in ordine di popolazione dopo quella di Novi Beograd.

## Nome
Come molti altri quartieri di Belgrado, Čukarica prende il nome da una kafana. Nella sede attuale della raffineria di zucchero, nella seconda metà del XIX secolo, esisteva una kafana. Era molto popolare perché si trovava nel punto in cui due strade, una da Obrenovac e l'altra da Šumadija, si incontrano all'ingresso di Belgrado. Era di proprietà di Stojko Čukar e la kafana prese il nome da lui "Čukareva kafana", che in seguito diede il nome all'insediamento.

## Storia
Nel 1906 il villaggio di Čukarica chiese di essere trasferito al comune di Belgrado, ma la richiesta venne respinta. L'8 luglio 1907 fu trasferito da Vračar Srez sotto l'amministrazione del comune di Belgrado. Il comune di Čukarica venne fondato ufficialmente per la prima volta il 30 dicembre 1911. Dopo un referendum popolare, gli abitanti di Čukarica votarono per la separazione dal comune di Žarkovo e di conseguenza ottenne dal re Pietro I di Serbia status di comune. La rivalità folcloristica popolare esiste ancora tra gli abitanti di Čukarica e Žarkovo, anche se oggi fanno entrambi parte di Belgrado.
L'insediamento moderno cominciò a svilupparsi come il primo alloggio sociale per i lavoratori della raffineria di zucchero, sulla collina sopra l'ippodromo. Čukarica divenne nota come “l'insediamento operaio”. Il primo presidente del comune fu un industriale di cognome Novak, emigrato dalla Repubblica ceca. In seguito cambiò il suo cognome nella versione serba Novaković ed i suoi discendenti diretti sono l'attrice Olivera Marković (nipote) e suo figlio, il regista Goran Marković (pronipote).

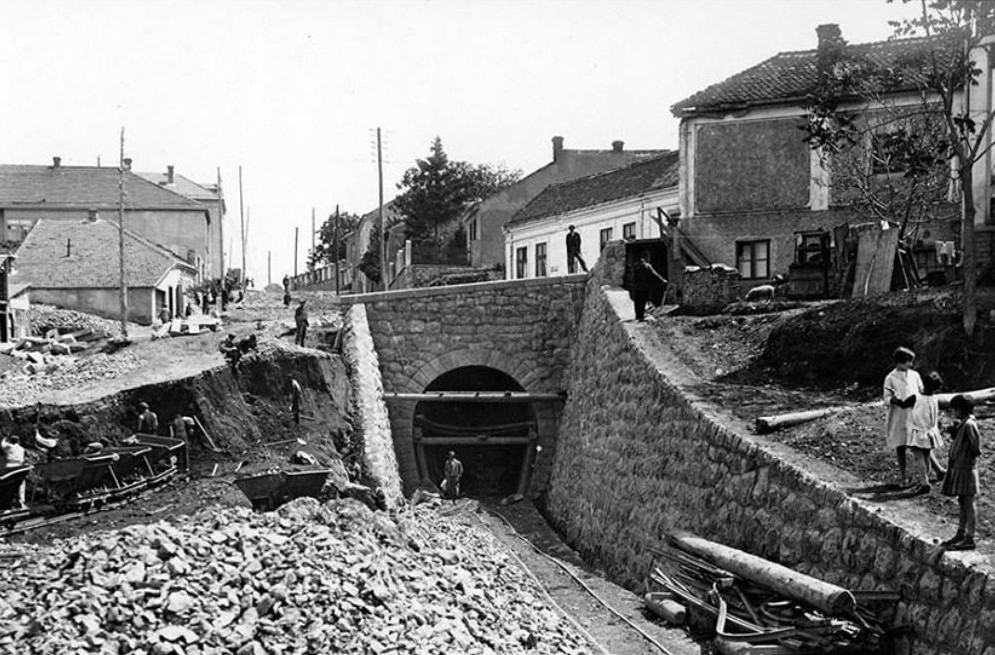
L'ex tunnel della ferrovia a scartamento ridotto Belgrado in costruzione, 1926-1928

Durante l'esistenza della ferrovia a scartamento ridotto Belgrado-Čukarica-Obrenovac, il tunnel fu scavato sotto il pendio finale della collina Banovo Brdo. C'erano due stazioni ferroviarie. La stazione Čukarica si trovava all'ingresso dalla direzione di Belgrado, presso il complesso industriale dello zuccherificio. All'uscita, sulla strada Obrenovac, c'era la stazione Jedek.
Dopo la liberazione durante la prima guerra mondiale nel 1918, Čukarica divenne amministrativamente parte di Belgrado. Dopo la seconda guerra mondiale, quando i comuni di Belgrado furono aboliti e la città divisa in razioni nel 1945, Čukarica divenne uno dei 5 quartieri amministrativi all'interno della Rajon VII di Belgrado. I comuni furono rifondati nel 1957. Nel 1960 i comuni vicini di Umka e Rakovica furono incorporati a Čukarica, ma Rakovica divenne nuovamente comune autonomo nel 1974.
Durante l'Interbellum la società Shell costruì un grande complesso di serbatoi petroliferi nella parte più settentrionale di Čukarica, Careva Ćuprija. La zona fu pesantemente bombardata durante i bombardamenti alleati sulla Jugoslavia durante la seconda guerra mondiale. Particolarmente pesante fu il bombardamento del 3 luglio 1944. I serbatoi e l'intera area della parte vecchia e settentrionale di Čukarica furono bombardati a tappeto, provocando la distruzione quasi completa del vecchio nucleo di Čukarica. Ricostruiti dopo la guerra, i serbatoi divennero col tempo noti come serbatoi Jugopetrol. A seguito dei bombardamenti, numerose bombe inesplose sono rimaste sepolte nel terreno e vengono occasionalmente scoperte durante i moderni lavori di costruzione, come il centro commerciale Ada nel 2018, o il complesso residenziale a Banovo Brdo nel 2021, che richiese l'evacuazione di un paio di migliaia di residenti per l'estrazione sicura del proiettile da parte degli artificieri.

## Posizione

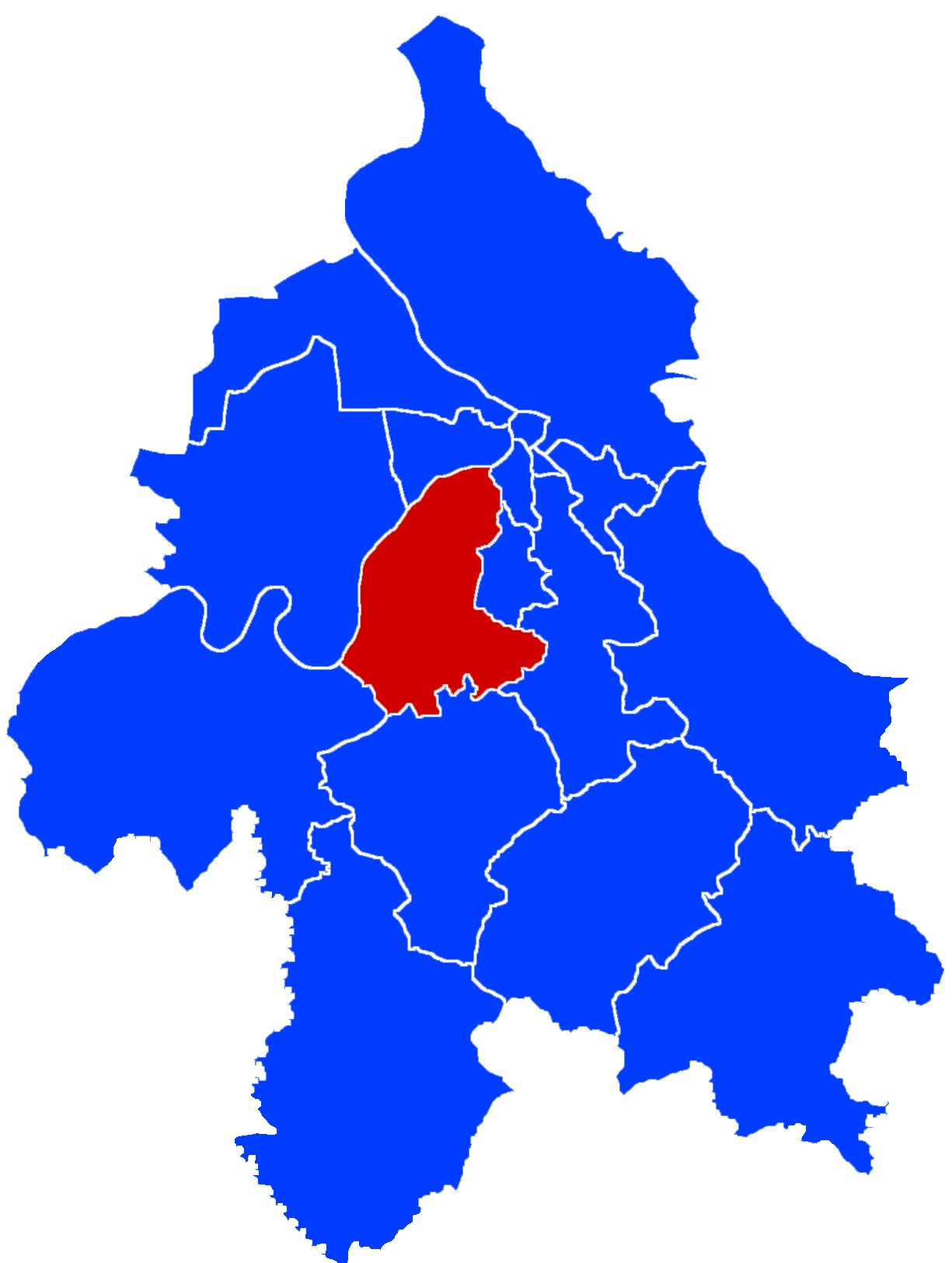
Posizione di Čukarica all'interno della città di Belgrado

Čukarica è completamente circondata dagli altri comuni di Belgrado: confina a ovest con il fiume Sava, a nord e nord-est con i comuni di Savski Venac, a est con Rakovica, a sud-est con Voždovac, a sud con Barajevo e a sud-ovest con Obrenovac.
Il comune si trova a sud-ovest del centro di Belgrado. Comprende i vasti boschi paludosi di Makiš, sulla sponda orientale del fiume Sava e la più grande isola fluviale di Belgrado, Ada Ciganlija.
Molte delle strade più importanti della Serbia occidentale iniziano qui: Državni put 22, Ibar Highway, Sava Highway, New Obrenovac Road, Old Obrenovac Road, ecc. Inoltre, la più grande e importante stazione ferroviaria merci e lo scalo di smistamento della zona (Ranžirna železnička stanica Beograd) e gli impianti principali dell'acquedotto di Belgrado, compresa la fabbrica dell'acqua, si trovano nel comune (Makiš).
Čukarica è stata la prima parte di Belgrado a sviluppare l'industria, tra la fine del XIX e l'inizio del XX secolo ed è tuttora una delle zone più industrializzate di Belgrado (Železnik, Žarkovo, Bele Vode), con le sezioni commerciali dei comuni in forte espansione negli ultimi 20 anni (Banovo Brdo).
Ufficialmente la strada più lunga di Belgrado, Obrenovački put (strada Obrenovac) si trova nel comune. Secondo l'elenco delle strade di Belgrado è lunga 11 chilometri. Tuttavia, poiché la strada attraversa foreste e aree prevalentemente disabitate e si estende fuori dalla città urbana di Belgrado vera e propria (uža teritorija grada), la maggior parte dei belgradesi considera la Bulevar kralja Aleksandra lunga 7,5 chilometri la strada più lunga. Mentre la strada Obrenovac attraversa solo un comune (Čukarica), Bulevar kralja Aleksandra ne collega quattro: Stari Grad, Vračar, Palilula e Zvezdara.

## Geografia antropica
Il comune di Čukarica si estende su una superficie di 155 km² ed è diviso nella parte urbana e suburbana. La parte urbana del comune è completamente all'interno della città di Belgrado vera e propria, comprendendo molti quartieri e sottoquartieri, alcuni dei quali erano città separate fino agli anni '70 prima che Belgrado si espandesse così tanto da creare un collegamento urbano con loro (Žarkovo, Železnik). Il quartiere di Čukarica, che ha dato il nome all'intero comune, si trova su una collina sopra la sponda orientale del fiume Sava. Confina a nord con Careva Ćuprija e Senjak, Banovo Brdo.

### Quartieri

#### Urbani
| - Ada Ciganlija - Banovo Brdo - Bele Vode - Careva Ćuprija - Cerak | - Cerak II - Cerak Vinogradi - Čukarica - Čukarička Padina - Filmski Grad | - Golf Naselje - Julino Brdo - Košutnjak - Makiš - Novi Železnik | - Orlovača - Repište - Rupčine - Stari Cerak - Sunčana Padina | - Sporski Centar - Žarkovo - Žarkovo Selo - Železnik - Železnik Selo |

#### Suburbani
La parte suburbana comprende sette insediamenti suburbani, quattro dei quali classificati come urbani e tre come insediamenti rurali:
| Urbani: - Ostružnica - Umka - Velika Moštanica | Rurali: - Gorica - Rušanj - Sremčica - Pećani - Rucka |

## Società
Secondo i risultati del censimento del 2011, il comune ha una popolazione di 181 231 abitanti. Ciò rende Čukarica il secondo comune più popoloso di Belgrado (dopo Novi Beograd), ma è anche quello in più rapida crescita in termini di crescita assoluta della popolazione (relativa, circa 1,05% annuo). Nonostante abbia anche parti rurali, il comune è molto densamente popolato: 1155 ab./km².

### Evoluzione demografica
Abitanti censiti

### Etnie e minoranze straniere
La composizione etnica del comune:
1. Serbia, 166 258
2. Rom, 3 163
3. Montenegro, 1 137
4. Macedonia del Nord, 794
5. Croazia, 713
6. Jugoslavia, 648
7. Gorani, 352
8. Muslims, 242
9. Ungheria, 164
10. Bulgaria, 155
11. Bosnia ed Erzegovina, 137
12. Russia, 120
13. Albania, 108
14. Slovenia, 156
15. Altro, 7 084

## Economia
La tabella seguente fornisce un'anteprima del numero totale di persone registrate impiegate nella loro attività principale (al 2018):
| Attività                                                                      | Totale |
| ----------------------------------------------------------------------------- | ------ |
| Agricoltura, silvicoltura e pesca                                             | 49     |
| Estrazione mineraria ed estrattiva                                            | 29     |
| Produzione                                                                    | 5 451  |
| Fornitura di energia elettrica, gas, vapore e aria condizionata               | 314    |
| Fornitura d'acqua; fognature, gestione dei rifiuti e attività di bonifica     | 1 379  |
| Costruzione                                                                   | 2 483  |
| Commercio all'ingrosso e al dettaglio, riparazione di autoveicoli e motocicli | 9 204  |
| Trasporto e stoccaggio                                                        | 3 126  |
| Servizi di alloggio e ristorazione                                            | 1 576  |
| Informazione e comunicazione                                                  | 2 081  |
| Attività finanziarie e assicurative                                           | 1 083  |
| Attività immobiliari                                                          | 146    |
| Attività professionali, scientifiche e tecniche                               | 2 719  |
| Attività amministrative e di servizi di supporto                              | 2 269  |
| Pubblica amministrazione e difesa; previdenza sociale obbligatoria            | 1 345  |
| Formazione scolastica                                                         | 2 807  |
| Attività sanitarie e di assistenza sociale                                    | 2 442  |
| Arti, intrattenimento e svago                                                 | 895    |
| Altre attività di servizio                                                    | 1 053  |
| Singoli lavoratori agricoli                                                   | 25     |
| Totale                                                                        | 40 475 |

## Amministrazione
Presidenti del Comune dal 1989:
- 1989 – 1992: Predrag Petrović;
- 1992 – Febbraio 1997: Vladimir Matić;
- Febbraio 1997 – 18 novembre 2004: Zoran Alimpić;
- 18 novembre 2004 – 23 giugno 2008: Dragan Tešić;
- 23 giugno 2008 – 6 giugno 2012: Milan Tlačinac;
- 6 giugno 2012 – 19 marzo 2014: Zoran Gajić;
- 19 marzo 2014 – presente: Srđan Kolarić.

### Gemellaggi
Čukarica è gemellata con:
- Bač (Serbia)
- Berane
- Budva
- Ervenico
- Candia
- Istočno Novo Sarajevo
- Kumanovo
- Sykies
- Taso

## Sport
Il FK Čukarički Stankom è il principale club calcistico e milita nella Superliga Srbije u fudbalu, la massima divisione del campionato di calcio serbo.

## Galleria d'immagini

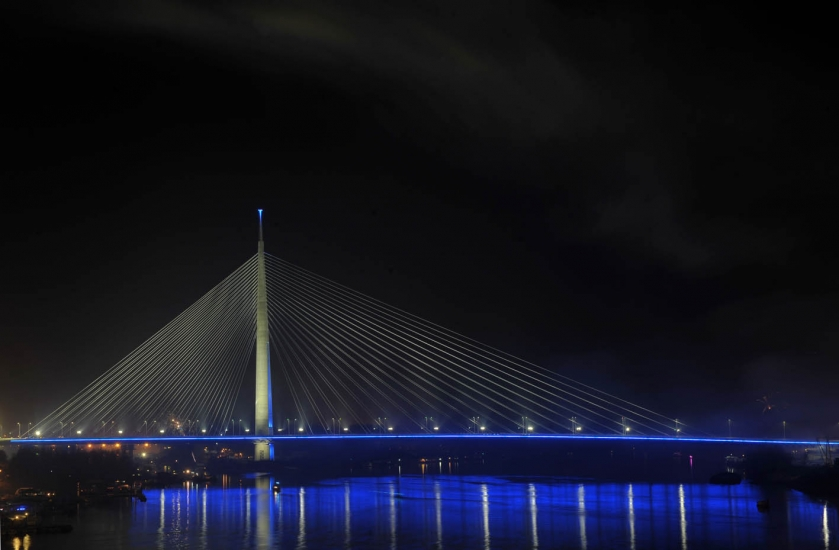
Ponte dei fuochi d'artificio sull'Ada
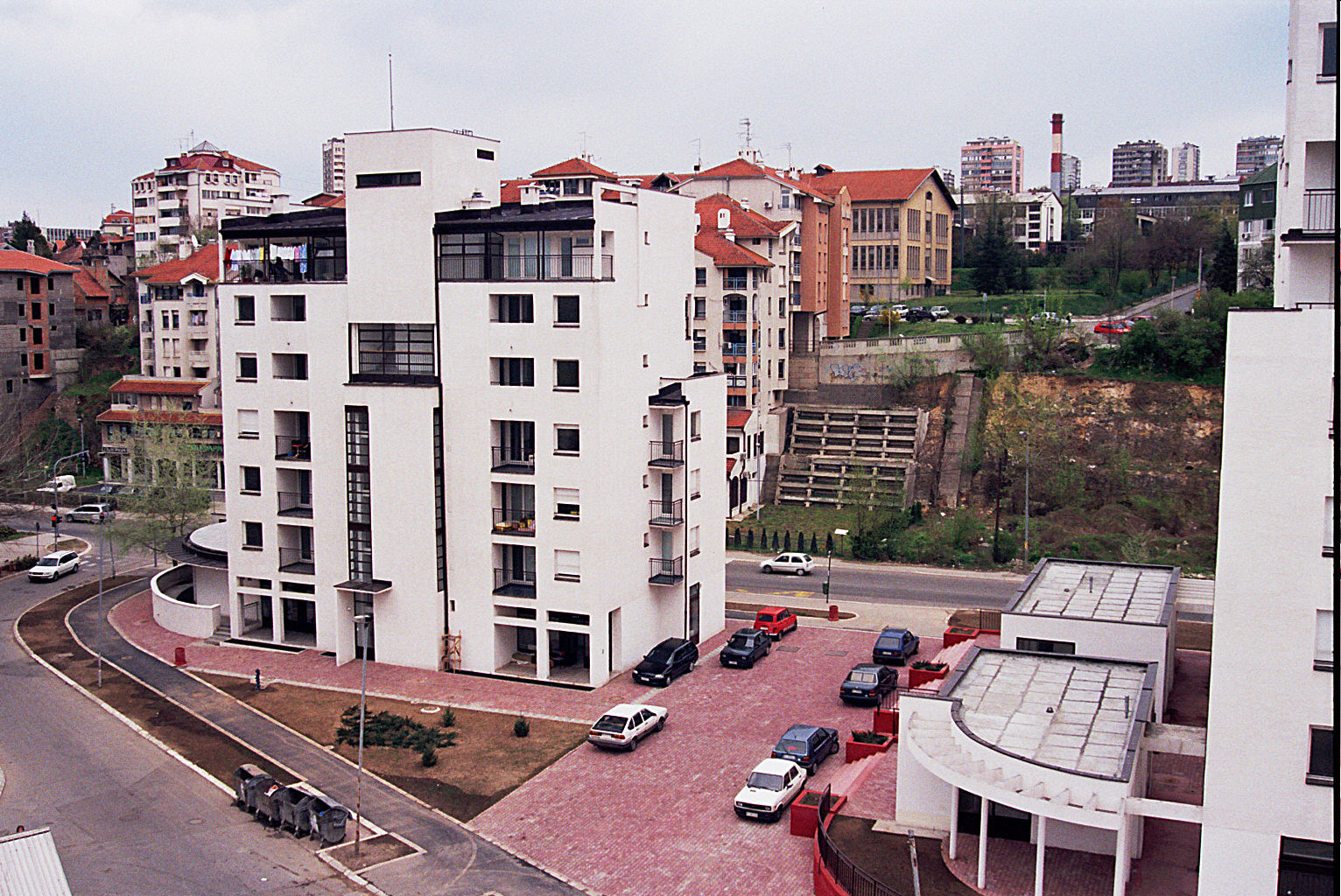
Čukarička Padina
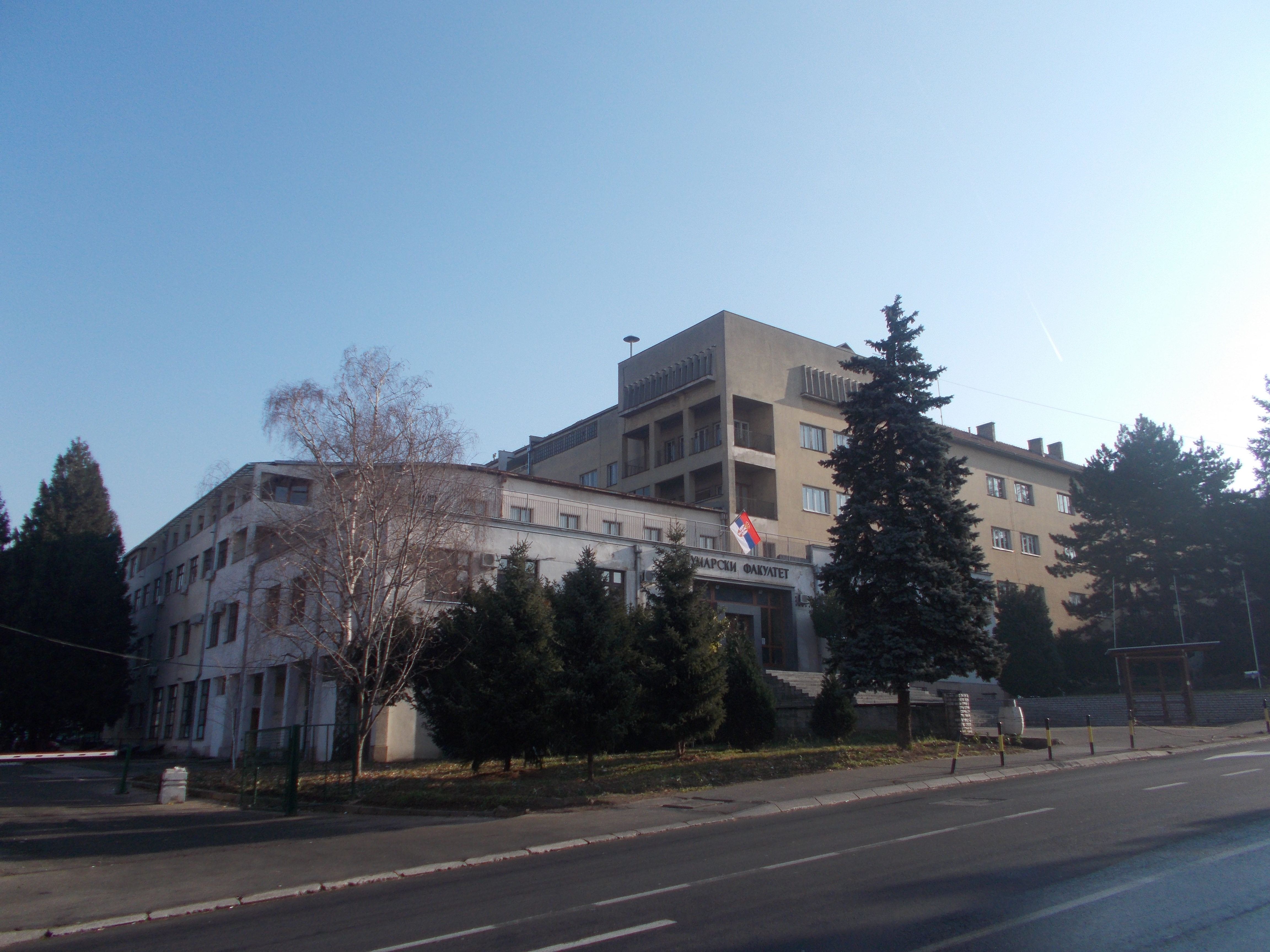
Facoltà di Scienze Forestali, Università di Belgrado
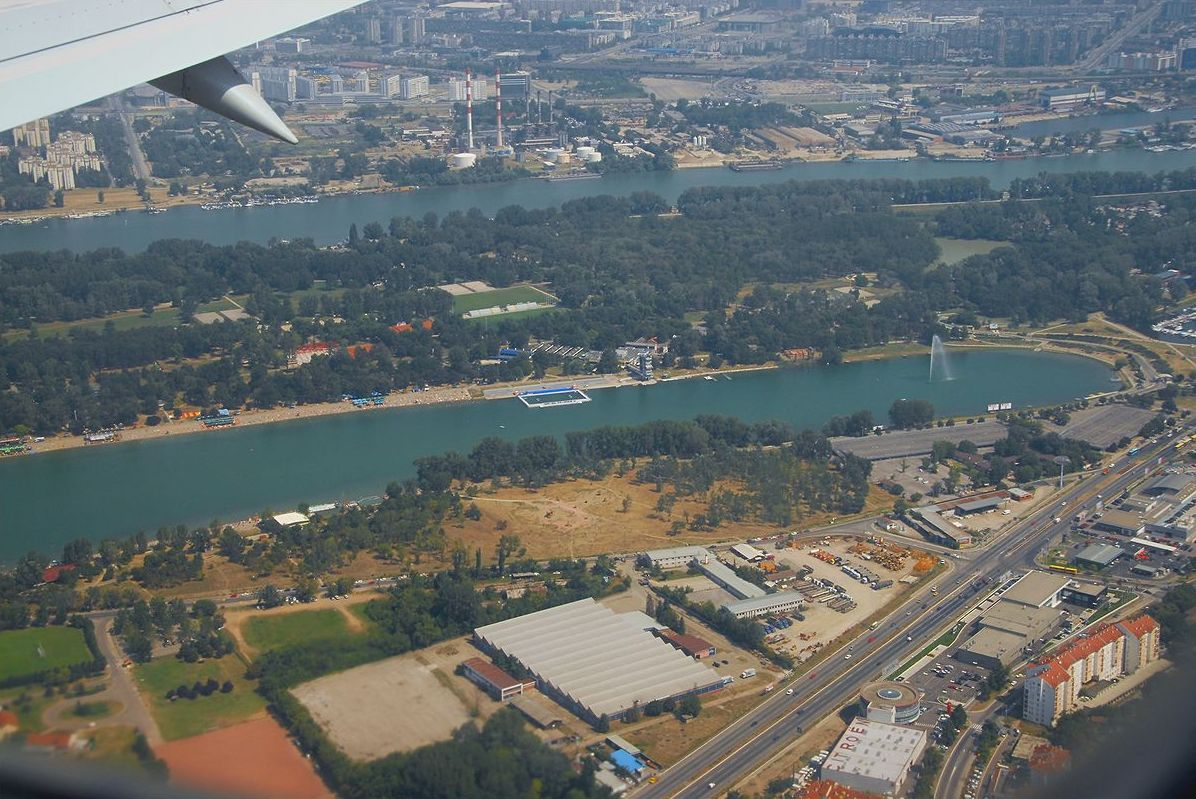
Vista aerea di Ada Ciganlija